# Der Zupfgeigenhansl
Der Zupfgeigenhansl (oder kurz: Der Zupf) ist der Name eines Liederbuchs des Wandervogels und der Jugendbewegung. Die darin enthaltenen Lieder prägten den Liedschatz der Jugendbewegung stärker als jedes andere Buch, hatten aber auch wesentlichen Einfluss auf die Jugendmusikbewegung.
Der Name der Liedersammlung bezieht sich auf die „Zupfgeige“, eine scherzhafte oder mundartliche Bezeichnung für die Gitarre oder die unter den Wandervögeln beliebte Gitarrenlaute.

## Geschichte
Das Liederbuch wurde von dem Medizinstudenten und späteren Arzt Hans Breuer herausgegeben, der seit 1904 auf Fahrten Volkslieder gesammelt hatte. Entstanden ist die Sammlung in der sogenannten Pachantey in Heidelberg, eine Gruppe von sechs Freunden, die ursprünglich aus der Wandervogelbewegung kamen: Breuer, Jahnke, Lißner, Ewald, Riegler und Starek. Die Erstausgabe erschien im Jahr 1909 (mit einem Vorwort von Weihnachten 1908) in einer Auflagenhöhe von 500 Stück in der Druckerei Heinrich Hohmann in Darmstadt.
Ab der vierten Auflage wurde das Buch im Verlag Friedrich Hofmeister in Leipzig verlegt. Mit der 10. Auflage von 1913 erhielt es seine endgültige Form, in der es bis heute erscheint. Daneben wurden in den folgenden Jahren auch Ausgaben mit Gitarren- (1914) und Klavierbegleitung (1916) verlegt. Heute erscheint das Buch im Schott-Verlag, auf den die westdeutschen Verlagsrechte übergegangen waren. Die nach dem Zweiten Weltkrieg bei Schott erschienene Lizenzausgabe war allerdings um das Kapitel „Soldatenlieder“ gekürzt und hatte damit 43 Seiten weniger Umfang als die Originalausgabe. Erst ab 1983 erschien die Melodieausgabe wieder als ungekürzter Reprint. Parallel dazu erschienen ab 1982 in der DDR Reprints im Verlag VEB Friedrich Hofmeister, die um ein Nachwort von Eva-Maria Hillmann ergänzt waren. Ein bei Schott erschienener Fortsetzungsband namens Der neue Zupfgeigenhansl bietet einen Querschnitt durch die Folk-Szene der 1970er und 1980er Jahre.
Die Gesamtauflage des Zupfgeigenhansls ist unbekannt, wird aber auf über eine Million Exemplare geschätzt. Schon 1920 betrug sie 500.000 Exemplare, mit der 150. Auflage im Jahr 1927 waren 826.000 Exemplare gedruckt worden.
Der Zupfgeigenhansl war auch das Vorbild für den Namen des 1974 gegründeten Folk-Duos Zupfgeigenhansel.

## Inhalt
Die Sammlung enthält in den späteren Auflagen etwa 260 Lieder und gliedert sich in sechzehn thematische Bereiche: Abschied – Minnedienst – Liebesklage – Balladen – Geistliche Lieder – Am Abend – Freude – Sommerlust – Auf der Landstraße – Auf Schiffen und Rollwägen – Spinnstube – Soldatenlieder – Schlemmlieder – Beim Bauer – Tanz – Schnurren.
Lediglich ein Teil der Lieder wurde direkt auf den Wandervogelfahrten gesammelt, zahlreiche Lieder wurden aus früher erschienenen Volksliedsammlungen übernommen. Hauptquelle war das Altdeutsche Liederbuch von Böhme, daneben wurden auch Herders Stimmen der Völker in Liedern, Zuccalmaglios Deutsche Volkslieder mit ihren Originalweisen, Des Knaben Wunderhorn von Brentano und von Arnim und der Deutsche Liederhort von Erk und Böhme genutzt. Auch aus älteren Liederhandschriften wie den Carmina Burana oder dem Lochamer-Liederbuch flossen einzelne Lieder in die Sammlung ein.
Die scherenschnittartigen Illustrationen des Malers Hermann Pfeiffer (1883–1964) waren stilprägend für die Wandervogelpublikationen der 1910er Jahre.

## Das Liederbuch als Aushängeschild für die Wandervogelbewegung
Der Zupfgeigenhansl wurde „‚als Liederbuch zum Gebetsbuch einer Generation‘ und trug maßgeblich zur Steigerung der Bekanntheit und Anerkennung der Wandervogelbewegung bei.“ Wie sehr das Werk ihr Aushängeschild war, geht etwa aus seinem Nachwort hervor:

„Hast du, geneigter Leser, das Büchlein wohl durchstudiert, [...] so suche einmal nach jenen sangesfrohen Bubenscharen, die alljährlich ihre heimatlichen Wälder und Berge
durchstreifen. Das sind die Wandervogel. Setze dich zu ihnen
ans Lagerfeuer und nimm vorlieb mit ihrem Feldkessel; laß dir
ihre Lieder singen, du wirst vieles, was hier steht, da wiederfinden.
Laß dir von ihren Abenteuern erzählen, von Burgen und mauerumkränzten Städtlein, die sie geschaut, von ihren Freinächten auf einsamer Jägerhütte, von ihrer beispiellos einfachen, spartanischen
Lebensart und du wirst inne werden, daß solche Jugendtage
golden seien, daß es nichts Schöneres für einen Buben gibt, als
eine gesunde Verwirklichung seiner romantischen Ideale, daß hier
Gesundheit, Freiheit und Freude leben [...]. Wohlan! Tritt herein in unsere Reihen!“

## Gedenkstätten
An die Entstehung des Zupfgeigenhansl im Haus am Klingenteich 27 (damals 17) in Heidelberg, wo zahlreiche Wandervögel zur Untermiete wohnten und das liebevoll „alte Pachantey“ genannt wurde, erinnert eine am Haus angebrachte Tafel.

### Ausgaben
- Hans Breuer (Hrsg.): Der Zupfgeigenhansl. Heinrich Hohmann, Darmstadt 1909.
- Hans Breuer (Hrsg.): Der Zupfgeigenhansl. Friedrich Hofmeister, 10. Auflage Leipzig 1913 (endgültige Ausgabe, auf der die meisten späteren Auflagen basieren).
Digitalisat der 90. Auflage 1920; Exemplar der Universitätsbibliothek Düsseldorf
- Hans Breuer (Hrsg.): Der Zupfgeigenhansl. Melodieausgabe mit Gitarren-Akkordbezifferung und Grifftabelle. Reprint der 10. Ausgabe, Leipzig 1913 (ED 3586). Schott, Mainz 1983, ISBN 3-7957-4002-9.
- Heinrich Scherrer: (Hrsg.): Der Zupfgeigenhansl. Für eine Singstimme mit Gitarrenbegleitsatz. Hofmeister, Leipzig 1914. Reprint: (ED 4055). Schott, Mainz 1953.
- Theodor Salzmann (Hrsg.): Die Lieder des Zupfgeigenhansl: deutsche Volksweisen. Für eine Singstimme mit Klavierbegleitung. Friedrich Hofmeister, Leipzig 1913 (ED 4650). Reprint: (ED 4650) Schott, Mainz 1974.
- Bertold Marohl (Hrsg.): Der neue Zupfgeigenhansl. Schott, Mainz 1983, ISBN 3-7957-2062-1.

### Sekundärliteratur
- Albert Gutfleisch: Volkslied in der Jugendbewegung, betrachtet am Zupfgeigenhansl.  Gelnhausen 1934.
- Wolfgang Kaschuba: Volkslied und Volksmythos. Der „Zupfgeigenhansl“ als Lied- und Leitbuch der deutschen Jugendbewegung. In: Jahrbuch für Volksliedforschung, 34. Jahrg., 1989, ISSN 0075-2789, S. 41–55. JSTOR:849188 bei jstor.org (Subskriptionszugriff).
- Hans Lißner: Wie der Zupfgeigenhansl entstand. In: Erinnerung und Vermächtnis: ein Gedenkbüchlein um Hans Breuer. Verlag Erich Matthes, Hartenstein 1932.
- Maike Mumm: Der Wandervogel in Heidelberg. Hans Breuer und die Entstehung des Zupfgeigenhansl 1908. In: Heidelberg. Jahrbuch zur Geschichte der Stadt, 2009, 13. Jahrg., Heidelberg 2008, ISBN 978-3-924566-36-4.
- Charlotte Ziegler: Die literarischen Quellen des Zupfgeigenhansl: Eine volkskundliche Untersuchung. (Diss.) Göttingen 1950.